# Heikeopsis arachnoides
Heikeopsis arachnoides es una especie del género Heikeopsis descrita en 1986 por primera vez.  Son endémicos de Japón y Taiwán. Generalmente, viven en la arena a 15-130 metros por debajo de la superficie del agua. Heikeopsis arachnoides también se encuentra en Taiwán.